# Општина Адамклиси (Констанца)
Адамклиси (рум. Adamclisi) општина је у Румунији у округу Констанца.
Oпштина се налази на надморској висини од 145 m.